# Roter Frontkämpferbund

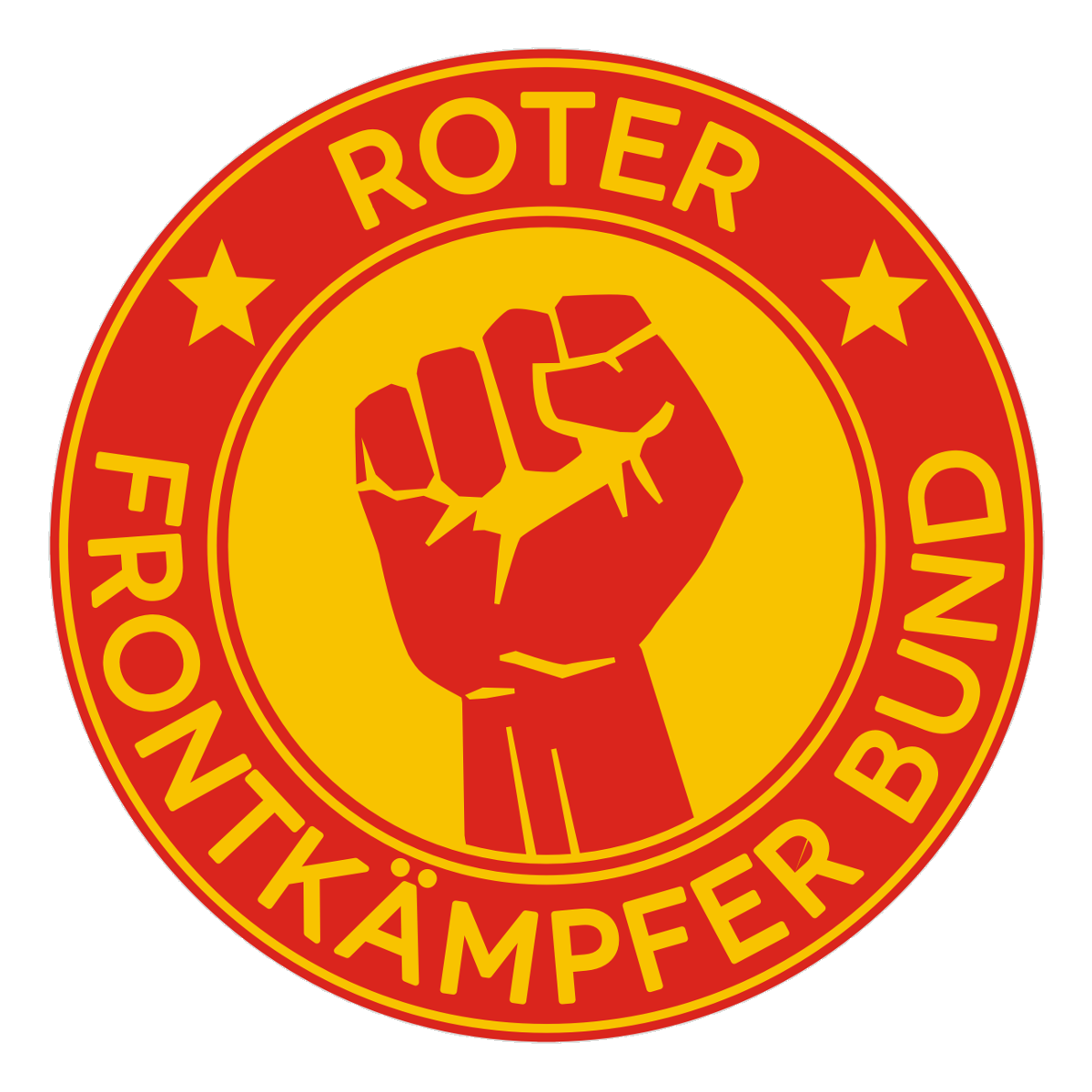
RFB:s emblem, formgivet av John Heartfield.

Roter Frontkämpferbund, (tyska) ungefär Röda Frontkämpeförbundet (vilket implicerade krigsdeltagande i första världskriget), förkortat RFB var namnet på den närmast paramilitära skyddskår som Tysklands kommunistiska parti (KPD) grundade 1924 och som förbjöds efter oroligheterna under Blutmai år 1929. Förbundet var formellt fristående från KPD.
Förbundet hade, i likhet med de samtida Stahlhelm, SA och  Reichsbanner Schwarz-Rot-Gold, egna uniformer, hälsningar och disciplinbestämmelser. Hälsningen Rot Front (Röd front) skulle utsägas med knuten näve, lodrät underarm och handflatan framåt.